# 井上諒汰
井上 諒汰（いのうえ りょうた、1995年4月19日 - ）は、神奈川県小田原市出身のバスケットボール選手である。ポジションはスモールフォワード。愛称はりょっぴ。

## 来歴
小学生の時にバスケットボールを始める。小田原市立城山中学校から長野県の東海大三高（現:東海大諏訪）に進学、2012年の高校総体でベスト8の経験がある。高校卒業後、関西大学に進学し、高校時代に引き続きキャプテンとして、2017年の関西学生リーグ2部で優勝を成し遂げたもののインカレ出場権は逃した。
就職活動と並行してプロへの道を模索する中、Bリーグ参入を目指して新たに発足し地域リーグに参戦するチーム佐賀バルーナーズのトライアウトを受け、入団した。チームのB3・B2・B1昇格とともにステップアップを続け、佐賀のフランチャイズプレイヤーとして「ミスターバルーナーズ」とも呼ばれる存在となっている。

## 経歴
小田原市立城山中学校 - 東海大三高 - 関西大学 - 佐賀バルーナーズ